# Осадець великий
Осадець великий (Lasiommata maera) — вид денних метеликів з родини сонцевиків (Nymphalidae).

## Етимологія
Мера — подруга Артеміди, дочка Прета або Атланта, одна з нереїд з давньогрецької міфології.

## Поширення
Вид поширений в Європі та Західній Європі від Іспанії та Франції до Гімалаїв та Уральських гір. Є також популяція у Марокко. В Україні поширений на всій території, у степовій зоні та Криму є рідкісним та локальним.

## Опис
У самця довжина переднього крила 23-28 мм. Переднє крило зверху буро-коричневе, з великою вічкастою плямою на вохристо-коричневому полі біля вершини; іноді поруч з цією плямою розташовуються один — два додаткових вічка. Андроконіальне поле клиноподібне, добре помітне. Між андроконіальним полем і зовнішнім краєм розташовуються декілька розмитих іржаво-коричневих плям. Заднє крило зверху коричнево-буре, з двома — трьома вічкастими плямами. На нижній поверхні переднього крила вічкста пляма облямована вохристо-жовтим полем, нижня поверхня заднього крила сіро-коричнева, з тонким малюнком і рядом вічкастих плям, оточених тонкими концентричними кільцями.
У самиці довжина переднього крила 23-30 мм. Переднє крило має округлі, більш плавні, ніж у самця, обриси. Вічкаста пляма переднього крила зверху розташовується на великому вохристо-помаранчевому полі. Нижня поверхня переднього крила з великою вохристо-помаранчевою областю, заднього крила — як у самця, вічкасті плями контрастніші, майже завжди утворюють повний ряд.
Лялечка самця жовтувато-зелена, самиці — темно-зелена.

## Спосіб життя
Метелики літають в червні — липні і в серпні — вересні. Розвивається два — три покоління. Яйця відкладає по 2-3 штук на листя кормових рослин. Гусениці живляться різноманітними злаками: костриця, тонконіг, грястиця, лепешняк, ячмінь. Зимує гусениця. Лялечка утворюється в кінці травня — червні, підвішується на стеблах трави низько над землею або на каменях. Лялечка самця жовтувато-зелена, самки — темно-зелена.